# مصادر (محافظة العلا)
مصادر، قرية من قرى محافظة العلا، والتابعة لمنطقة المدينة المنورة في السعودية. تقع في شمال المدينة المنورة، وتبعد عنها بمسافة تقارب (270 ) كيلو متر، وعن العلا بمسافة تقارب (50 ) كيلو متر.

## مصادر
- موقع إمارة المدينة المنورة نسخة محفوظة 8 يونيو 2007 على موقع واي باك مشين.
- موقع أمانة المدينة المنورة